# Brunet wieczorową porą

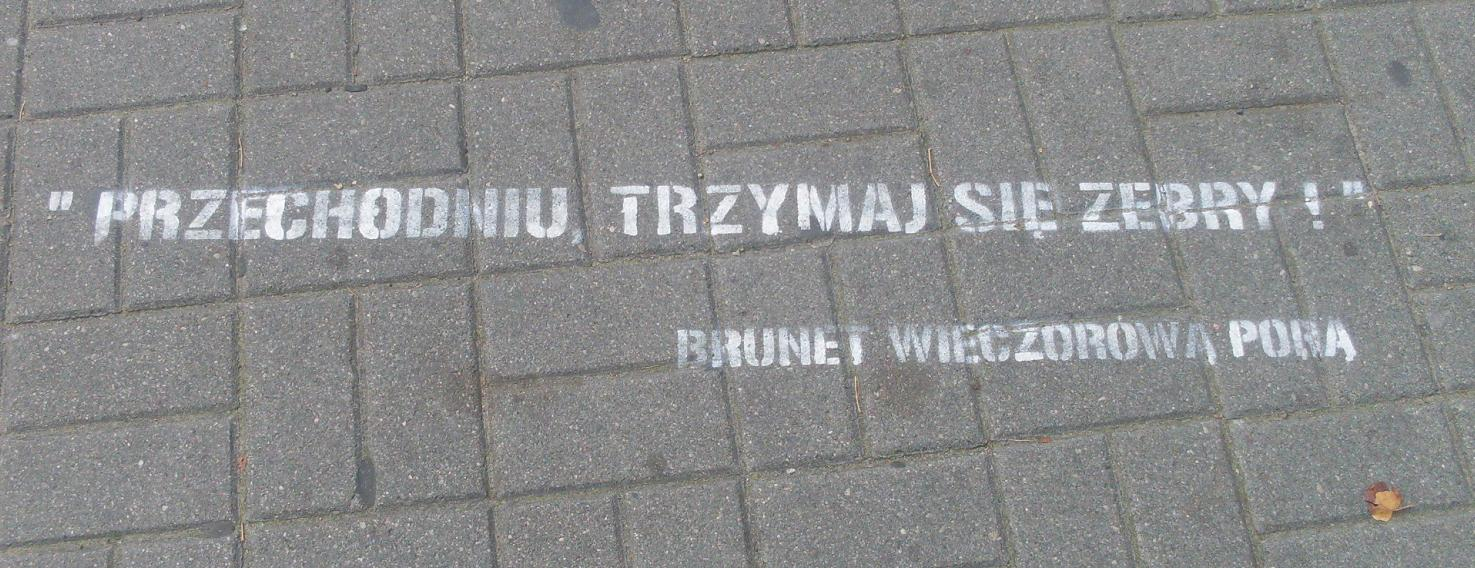
Dòng chữ giới thiệu bộ phim trong buổi quảng bá Liên hoan phim Ba Lan lần thứ 33 tại Gdynia năm 2008

Brunet wieczorową porą (tiếng Anh: Brunet Will Call) là bộ phim hài của đạo diễn Stanisław Bareja phát hành năm 1976.

## Cốt truyện
Brunet wieczorową porą là bộ phim hài châm biếm, khi mà nhân vật chính, Michał Roman, bị vướng vào hàng loạt tình huống hết sức vô lý. Khi phát hiện ra lời tiên tri rằng Michał Roman sẽ giết một người đàn ông tóc nâu trong căn hộ của mình vào buổi tối, anh cùng người bạn làm đủ mọi cách để cố gắng ngăn chặn không để án mạng xảy ra. Anh quyết định rời khỏi căn hộ. Tuy nhiên vận mệnh vẫn đến, nhân vật chính vô tình trở thành kẻ giết người.

## Diễn viên
- Krzysztof Kowalewski trong vai Michał Roman
- Wojciech Pokora trong vai Kowalski
- Janina Traczykówna trong vai Lucyna Barańczak
- Wiesław Gołas trong vai Kazik Malinowski
- Bohdan Łazuka
- Ryszard Pietruski
- Bożena Dykiel trong vai Anna Roman
- Jan Kobuszewski
- Józef Nalberczak
- Janusz Bylczyński
- Jerzy Cnota
- Maria Chwalibóg
- Zofia Czerwińska
- Andrzej Fedorowicz
- Stanisław Gawlik
- Zofia Grabińska
- Jan Himilsbach
- Andrzej Chrzanowski
- Anna Jaraczówna
- Juliusz Kalinowski
- Jerzy Karaszkiewicz
- Mirosława Krajewska
- Emilia Krakowska
- Krystyna Loska
- Jolanta Lothe
- Edward Lach
- Marian Łącz
- Bogdan Łysakowski
- Krzysztof Majchrzak
- Zdzisław Maklakiewicz
- Borys Marynowski
- Marek Nowakowski
- Jerzy Moes
- Józef Osławski
- Tadeusz Pluciński
- Ewa Pokas
- Eugeniusz Priwieziencew
- Bogusław Stokowski
- Jan Suzin
- Andrzej Szenajch
- Wojciech Zagórski
- Zdzisław Szymborski
- Krzysztof Świętochowski
- Jan Tatarski
- Hanna Balińska
- Jan Bareja